# Ганнівка (Курахівська міська громада)
Га́ннівка — село Курахівської міської громади Покровського району Донецької області, Україна. У селі мешкає 205 людей.

## Загальні відомості
Розташоване на правому березі р. Сухі Яли. Відстань до міста Мар'їнка становить близько 23 км і проходить автошляхом місцевого значення.

## Населення
За даними перепису 2001 року населення села становило 205 осіб, із них 91,71 % зазначили рідною мову українську та 8,29 % — російську.